# Anastasia Conte
Anastasia Conte (Torino, 9 dicembre 2000) è una cestista italiana.

## Carriera

### Nei club
Alta 174 centimetri, viene chiamata in prima squadra nella Pallacanestro Torino in serie A1 nella stagione 2016-17 e proseguendo nella stagione successiva ma con scarso minutaggio di gioco. Inizia a mettersi in luce nella Libertas Moncalieri dalla stagione 2018-19.
Nella stagione 2020-21 viene ingaggiata dall'Alpo Basket '99 e nella stagione 2021-22 passa a Crema, squadra con la quale ha vinto la Coppa Italia A2 femminile 2022 e la vittoria del campionato con relativa promozione in A1

### In nazionale
Anastasia Conte ha militato nel 2018 nell'Italia under 18 con 10 presenze e 40 punti; con la Nazionale azzurra ha partecipato al Campionato europeo che si è tenuto in quell'anno a Udine.
L'anno successivo la cestista è stata convocata nell'Italia under 20 (11 presenze e 32 punti) disputando il campionato Under-20, torneo vinto dalle azzurre nella finale contro la Russia.

## Statistiche
Statistiche aggiornate al 20 maggio 2023

### Stagione regolare
| Stagione        | Squadra              | Competizione | Partite | Partite | Partite | Statistiche tiro | Statistiche tiro | Statistiche tiro | Altre statistiche | Altre statistiche | Altre statistiche | Altre statistiche | Altre statistiche |
| Stagione        | Squadra              | Competizione | Pres.   | Titol.  | Minuti  | Tiri da 2        | Tiri da 3        | Liberi           | Rimb.             | Assist            | Rubate            | Stopp.            | Punti             |
| --------------- | -------------------- | ------------ | ------- | ------- | ------- | ---------------- | ---------------- | ---------------- | ----------------- | ----------------- | ----------------- | ----------------- | ----------------- |
| 2016-2017       | Pallacanestro Torino | Serie A1     | 1       |         | 3       |                  |                  |                  |                   |                   |                   |                   | 0                 |
| 2017-2018       | Pallacanestro Torino | Serie A1     | 4       |         | 0       |                  |                  |                  |                   |                   |                   |                   | 0                 |
| 2018-2019       | Libertas Moncalieri  | Serie A2     | 34      |         | 871     | 81/182           | 54/200           | 44/66            | 138               | 48                | 76                | 5                 | 370               |
| 2019-2020       | Libertas Moncalieri  | Serie A1     | 21      |         | 420     | 38/101           | 30/84            | 17/27            | 54                | 29                | 42                | 7                 | 183               |
| 2020-2021       | Alpo Basket '99      | Serie A2     | 31      |         | 956     | 95/209           | 58/204           | 96/124           | 105               | 51                | 74                | 2                 | 460               |
| 2021-2022       | Basket Team Crema    | Serie A2     | 32      |         | 819     | 98/199           | 42/119           | 41/54            | 77                | 66                | 77                | 5                 | 363               |
| 2022-2023       | Basket Team Crema    | Serie A1     | 27      |         | 668     | 54/117           | 38/129           | 47/61            | 56                | 40                | 47                | 0                 | 266               |
| Totale carriera |                      |              |         |         |         |                  |                  |                  |                   |                   |                   |                   |                   |

### Coppe nazionali
| Stagione        | Squadra              | Competizione          | Partite | Partite | Partite | Statistiche tiro | Statistiche tiro | Statistiche tiro | Altre statistiche | Altre statistiche | Altre statistiche | Altre statistiche | Altre statistiche |
| Stagione        | Squadra              | Competizione          | Pres.   | Titol.  | Minuti  | Tiri da 2        | Tiri da 3        | Liberi           | Rimb.             | Assist            | Rubate            | Stopp.            | Punti             |
| --------------- | -------------------- | --------------------- | ------- | ------- | ------- | ---------------- | ---------------- | ---------------- | ----------------- | ----------------- | ----------------- | ----------------- | ----------------- |
| 2016/2017       | Pallacanestro Torino | Coppa Italia Serie A2 | 1       |         | 1       | 0/0              | 0/1              | 0/0              | 0                 | 0                 | 0                 | 0                 | 0                 |
| 2018/2019       | PMS Basketball       | Coppa Italia Serie A2 | 3       |         | 76      | 3/10             | 5/20             | 15/17            | 10                | 9                 | 4                 | 1                 | 36                |
| 2020/2021       | Alpo Basket '99      | Coppa Italia Serie A2 | 3       |         | 122     | 10/27            | 11/25            | 15/20            | 9                 | 4                 | 7                 | 0                 | 68                |
| 2021/2022       | Basket Team Crema    | Coppa Italia Serie A2 | 3       |         | 69      | 3/8              | 3/16             | 2/2              | 6                 | 4                 | 3                 | 1                 | 17                |
| Totale carriera |                      |                       |         |         |         |                  |                  |                  |                   |                   |                   |                   |                   |

## Palmarès

### Club
- Coppa Italia di Serie A2: 1
Crema: 2022
- Campionato italiano di Serie A2: 1
Crema: 2021-22

### Nazionale
- Europei Under 20:1

Repubblica Ceca: 2019